# Omloop Het Nieuwsblad for kvinder 2021
Omloop Het Nieuwsblad for kvinder 2021 var den 16. udgave af det belgiske cykelløb Omloop Het Nieuwsblad for kvinder. Det 124,4 km lange linjeløb blev kørt den 27. februar 2021 med start i Gent og mål i Ninove i Østflandern. Løbet var ikke en del af UCI Women's World Tour 2021, men er på den internationale UCI-kalender for damer.
Den hollandske verdensmester Anna van der Breggen fra SD Worx vandt løbet, efter hun på Bosberg stak af fra de andre konkurrenter, og kørte alene i mål. På andenpladsen, 23 sekunder efter, kom den danske mester Emma Norsgaard Jørgensen fra Movistar Team, da hun vandt forfølgergruppens spurt. Van der Breggens holdkammerat Amy Pieters tog den sidste plads på podiet.

## Resultat
| \| Samlede stilling \| Samlede stilling \| Samlede stilling \| Samlede stilling \| Samlede stilling \| \| Rytter \| Rytter \| Hold \| Tid \| \| \| ---------------- \| -------------------- \| ---------------------------------- \| ---------------- \| ---------------- \| \| 1. \| Anna van der Breggen \| SD Worx \| 3t 21' 00" \| \| \| 2. \| Emma Norsgaard \| Movistar Team \| + 23" \| \| \| 3. \| Amy Pieters \| SD Worx \| + 23" \| \| \| 4. \| Lotte Kopecky \| Liv Racing \| + 23" \| \| \| 5. \| Hannah Barnes \| Canyon-SRAM Racing \| + 23" \| \| \| 6. \| Marta Bastianelli \| Alé BTC Ljubljana \| + 23" \| \| \| 7. \| Lisa Brennauer \| Ceratizit-WNT Pro Cycling \| + 23" \| \| \| 8. \| Grace Brown \| Team BikeExchange \| + 23" \| \| \| 9. \| Marta Cavalli \| FDJ-Nouvelle Aquitaine-Futuroscope \| + 23" \| \| \| 10. \| Elisa Longo Borghini \| Trek-Segafredo \| + 26" \| \| |                      |                                    |            |
| |                      |                                    |            |
| Kilder: ProCyclingStats Cycling Quotient |                      |                                    |            |
| Samlede stilling |                      |                                    |            |
| Rytter | Rytter               | Hold                               | Tid        |
| 1. | Anna van der Breggen | SD Worx                            | 3t 21' 00" |
| 2. | Emma Norsgaard       | Movistar Team                      | + 23"      |
| 3. | Amy Pieters          | SD Worx                            | + 23"      |
| 4. | Lotte Kopecky        | Liv Racing                         | + 23"      |
| 5. | Hannah Barnes        | Canyon-SRAM Racing                 | + 23"      |
| 6. | Marta Bastianelli    | Alé BTC Ljubljana                  | + 23"      |
| 7. | Lisa Brennauer       | Ceratizit-WNT Pro Cycling          | + 23"      |
| 8. | Grace Brown          | Team BikeExchange                  | + 23"      |
| 9. | Marta Cavalli        | FDJ-Nouvelle Aquitaine-Futuroscope | + 23"      |
| 10. | Elisa Longo Borghini | Trek-Segafredo                     | + 26"      |

## Hold og ryttere
| UCI Women's WorldTeams (9)- Alé BTC Ljubljana - Team BikeExchange - Canyon-SRAM Racing - Team DSM - FDJ-Nouvelle Aquitaine-Futuroscope - Liv Racing - Movistar Team - SD Worx - Trek-Segafredo UCI Women's Kontinentalhold (14)- Arkéa Pro Cycling Team - Bingoal Casino-Chevalmeire - Ceratizit-WNT Pro Cycling - Doltcini-Van Eyck Sport-Proximus - Drops-Le col - Hitec Products - Jumbo-Visma - Lotto Soudal Ladies - Multum Accountants - NXTG Racing - Parkhotel Valkenburg - Rupelcleaning-Champion lubricants - Team Tibco-Silicon Valley Bank - Valcar-Travel & Service Regional- og klubhold- World Cycling Centre |
| |

### Danske ryttere
| Danske ryttere på startlisten |                          |                                    |           |
| Rygnummer                     | Rytter                   | Hold                               | Placering |
| 5                             | Emma Norsgaard Jørgensen | Movistar Team                      | 2         |
| 41                            | Cecilie Uttrup Ludwig    | FDJ-Nouvelle Aquitaine-Futuroscope | 17        |
| 155                           | Julie Leth               | Ceratizit-WNT Pro Cycling          | 79        |
| 185                           | Pernille Mathiesen       | Team Jumbo-Visma                   | 107       |

* DNF = gennemførte ikke

### Startliste
| Movistar Team MOV | Movistar Team MOV               | Movistar Team MOV |
| ----------------- | ------------------------------- | ----------------- |
| Nr.               | Rytter                          | Placering         |
| 1                 | Annemiek van Vleuten (NED)      | 21.               |
| 2                 | Aude Biannic (FRA)              | 108.              |
| 3                 | Jelena Erić (SRB)               | 31.               |
| 4                 | Emma Norsgaard (DEN) (landevej) | 2.                |
| 5                 | Barbara Guarischi (ITA)         | 109.              |
| 6                 | Leah Thomas (USA)               | 86.               |

| Liv Racing LIV | Liv Racing LIV                 | Liv Racing LIV |
| -------------- | ------------------------------ | -------------- |
| Nr.            | Rytter                         | Placering      |
| 11             | Lotte Kopecky (BEL) (landevej) | 4.             |
| 12             | Sofia Bertizzolo (ITA)         | 22.            |
| 13             | Valerie Demey (BEL)            | 53.            |
| 14             | Evy Kuijpers (NED)             | 94.            |
| 15             | Jeanne Korevaar (NED)          | 27.            |
| 16             | Soraya Paladin (ITA)           | 16.            |

| Alé BTC Ljubljana ALE | Alé BTC Ljubljana ALE        | Alé BTC Ljubljana ALE |
| --------------------- | ---------------------------- | --------------------- |
| Nr.                   | Rytter                       | Placering             |
| 21                    | Marta Bastianelli (ITA)      | 6.                    |
| 22                    | Maaike Boogaard (NED)        | 50.                   |
| 23                    | Eugenia Bujak (SLO)          | 51.                   |
| 24                    | Mavi García (ESP) (landevej) | 105.                  |
| 25                    | Marlen Reusser (SUI)         | 14.                   |
| 26                    | Laura Tomasi (ITA)           | 57.                   |

| Canyon-SRAM Racing CSR | Canyon-SRAM Racing CSR         | Canyon-SRAM Racing CSR |
| ---------------------- | ------------------------------ | ---------------------- |
| Nr.                    | Rytter                         | Placering              |
| 31                     | Alena Amjaljusik (BLR)         | 106.                   |
| 32                     | Hannah Barnes (GBR)            | 5.                     |
| 33                     | Elise Chabbey (SUI) (landevej) | 24.                    |
| 34                     | Lisa Klein (GER)               | 70.                    |
| 35                     | Katarzyna Niewiadoma (POL)     | 18.                    |
| 36                     | Alexis Ryan (USA)              | 102.                   |

| FDJ-Nouvelle Aquitaine-Futuroscope FDJ | FDJ-Nouvelle Aquitaine-Futuroscope FDJ | FDJ-Nouvelle Aquitaine-Futuroscope FDJ |
| -------------------------------------- | -------------------------------------- | -------------------------------------- |
| Nr.                                    | Rytter                                 | Placering                              |
| 41                                     | Cecilie Uttrup Ludwig (DEN)            | 17.                                    |
| 42                                     | Stine Borgli (NOR)                     | 58.                                    |
| 43                                     | Marta Cavalli (ITA)                    | 9.                                     |
| 44                                     | Brodie Chapman (AUS)                   | DNF                                    |
| 45                                     | Eugénie Duval (FRA)                    | 97.                                    |
| 46                                     | Emilia Fahlin (SWE)                    | 23.                                    |

| Team BikeExchange BEX | Team BikeExchange BEX      | Team BikeExchange BEX |
| --------------------- | -------------------------- | --------------------- |
| Nr.                   | Rytter                     | Placering             |
| 51                    | Jessica Allen (AUS)        | DNF                   |
| 52                    | Grace Brown (AUS)          | 8.                    |
| 53                    | Teniel Campbell (TTO)      | 91.                   |
| 54                    | Arianna Fidanza (ITA)      | 89.                   |
| 55                    | Sarah Roy (AUS) (landevej) | 95.                   |
| 56                    | Amanda Spratt (AUS)        | 15.                   |

| Team DSM DSM | Team DSM DSM           | Team DSM DSM |
| ------------ | ---------------------- | ------------ |
| Nr.          | Rytter                 | Placering    |
| 61           | Susanne Andersen (NOR) | 78.          |
| 62           | Georgi Pfeiffer (GBR)  | 68.          |
| 63           | Juliette Labous (FRA)  | 29.          |
| 64           | Liane Lippert (GER)    | 35.          |
| 65           | Floortje Mackaij (NED) | 72.          |
| 66           | Lorena Wiebes (NED)    | 42.          |

| SD Worx SDW | SD Worx SDW                           | SD Worx SDW |
| ----------- | ------------------------------------- | ----------- |
| Nr.         | Rytter                                | Placering   |
| 71          | Jolien D'Hoore (BEL)                  | 28.         |
| 72          | Christine Majerus (LUX) (landevej)    | 26.         |
| 73          | Demi Vollering (NED)                  | 13.         |
| 74          | Amy Pieters (NED)                     | 3.          |
| 75          | Anna van der Breggen (NED) (landevej) | 1.          |
| 76          | Chantal van den Broek-Blaak (NED)     | 11.         |

| Trek-Segafredo TFS | Trek-Segafredo TFS                    | Trek-Segafredo TFS |
| ------------------ | ------------------------------------- | ------------------ |
| Nr.                | Rytter                                | Placering          |
| 81                 | Lizzie Deignan (GBR)                  | 111.               |
| 82                 | Audrey Cordon-Ragot (FRA) (landevej)  | 25.                |
| 83                 | Chloe Hosking (AUS)                   | 104.               |
| 84                 | Elisa Longo Borghini (ITA) (landevej) | 10.                |
| 85                 | Ellen van Dijk (NED)                  | 33.                |
| 86                 | Trixi Worrack (GER)                   | 110.               |

| Bingoal-Chevalmeire CCT | Bingoal-Chevalmeire CCT | Bingoal-Chevalmeire CCT |
| ----------------------- | ----------------------- | ----------------------- |
| Nr.                     | Rytter                  | Placering               |
| 91                      | Nathalie Bex (BEL)      | 67.                     |
| 92                      | Demi de Jong (NED)      | DNF                     |
| 93                      | Thalita de Jong (NED)   | 52.                     |
| 94                      | Claudia Jongerius (NED) | DNF                     |
| 95                      | Demmy Druyts (BEL)      | DNF                     |
| 96                      | Natalie van Gogh (NED)  | 69.                     |

| Doltcini-Van Eyck-Proximus DVE | Doltcini-Van Eyck-Proximus DVE         | Doltcini-Van Eyck-Proximus DVE |
| ------------------------------ | -------------------------------------- | ------------------------------ |
| Nr.                            | Rytter                                 | Placering                      |
| 101                            | Marieke de Groot (NED)                 | DNF                            |
| 102                            | Christina Schweinberger (AUT)          | 88.                            |
| 103                            | Kathrin Schweinberger (AUT) (landevej) | 39.                            |
| 104                            | Nicole Steigenga (NED)                 | 60.                            |
| 105                            | Fien Van Eynde (BEL)                   | 61.                            |
| 106                            | Bryony van Velzen (NED)                | 48.                            |

| Lotto Soudal Ladies LSL | Lotto Soudal Ladies LSL  | Lotto Soudal Ladies LSL |
| ----------------------- | ------------------------ | ----------------------- |
| Nr.                     | Rytter                   | Placering               |
| 111                     | Jesse Vandenbulcke (BEL) | 64.                     |
| 112                     | Lone Meertens (BEL)      | 73.                     |
| 113                     | Hanna Nilsson (SWE)      | 74.                     |
| 114                     | Anna Plichta (POL)       | 100.                    |
| 115                     | Abby-Mae Parkinson (GBR) | 44.                     |
| 116                     | Elise vander Sande (BEL) | DNF                     |

| Multum Accountants MUL | Multum Accountants MUL  | Multum Accountants MUL |
| ---------------------- | ----------------------- | ---------------------- |
| Nr.                    | Rytter                  | Placering              |
| 121                    | Marijke de Smedt (BEL)  | 83.                    |
| 122                    | Anna Badegruber (AUT)   | DNF                    |
| 123                    | Fien Delbaere (BEL)     | DNF                    |
| 124                    | Ann-Sophie Duyck (BEL)  | 75.                    |
| 125                    | Céline van Houtum (NED) | DNF                    |
| 126                    | Kylie Waterreus (NED)   | DNF                    |

| Arkéa Pro Cycling Team ARK | Arkéa Pro Cycling Team ARK    | Arkéa Pro Cycling Team ARK |
| -------------------------- | ----------------------------- | -------------------------- |
| Nr.                        | Rytter                        | Placering                  |
| 131                        | Léa Curinier (FRA)            | DNF                        |
| 132                        | Lucie Jounier (FRA)           | 76.                        |
| 133                        | Typhaine Laurance (FRA)       | 63.                        |
| 134                        | Marie-Morgane Le Deunff (FRA) | DNF                        |
| 135                        | Greta Richioud (FRA)          | 77.                        |
| 136                        | Gladys Verhulst (FRA)         | 59.                        |

| World Cycling Centre WCC | World Cycling Centre WCC  | World Cycling Centre WCC |
| ------------------------ | ------------------------- | ------------------------ |
| Nr.                      | Rytter                    | Placering                |
| 141                      | Antri Christoforou (CYP)  | DNF                      |
| 142                      | Nicole Hanselmann (SUI)   | DNF                      |
| 143                      | Małgorzata Jasińska (POL) | 37.                      |
| 144                      | Tereza Neumanová (CZE)    | DNF                      |
| 145                      | Luciana Roland (ARG)      | DNF                      |
| 146                      | Alessia Vigilia (ITA)     | DNF                      |

| Ceratizit-WNT Pro Cycling WNT | Ceratizit-WNT Pro Cycling WNT   | Ceratizit-WNT Pro Cycling WNT |
| ----------------------------- | ------------------------------- | ----------------------------- |
| Nr.                           | Rytter                          | Placering                     |
| 151                           | Elizabeth Banks (GBR)           | 32.                           |
| 152                           | Lisa Brennauer (GER) (landevej) | 7.                            |
| 153                           | Maria Giulia Confalonieri (ITA) | 56.                           |
| 154                           | Marta Lach (POL) (landevej)     | 34.                           |
| 155                           | Julie Leth (DEN)                | 79.                           |
| 156                           | Sarah Rijkes (AUT)              | 96.                           |

| Drops-Le Col DRP | Drops-Le Col DRP              | Drops-Le Col DRP |
| ---------------- | ----------------------------- | ---------------- |
| Nr.              | Rytter                        | Placering        |
| 161              | Elizabeth Bennett (GBR)       | 71.              |
| 162              | María Martins (POR)           | 41.              |
| 163              | Sara Penton (SWE)             | 81.              |
| 164              | Finja Smekal (GER)            | DNF              |
| 165              | Maike van der Duin (NED)      | 49.              |
| 166              | Marjolein van 't Geloof (NED) | 40.              |

| Coop-Hitec Products HPU | Coop-Hitec Products HPU  | Coop-Hitec Products HPU |
| ----------------------- | ------------------------ | ----------------------- |
| Nr.                     | Rytter                   | Placering               |
| 171                     | Caroline Andersson (SWE) | 92.                     |
| 172                     | Martine Gjøs (NOR)       | DNF                     |
| 173                     | Mieke Kröger (GER)       | 101.                    |
| 174                     | Ann Helen Olsen (NOR)    | DNF                     |
| 175                     | Christa Riffel (GER)     | DNF                     |
| 176                     | Amalie Lutro (NOR)       | 65.                     |

| Jumbo-Visma Women Team TJV | Jumbo-Visma Women Team TJV | Jumbo-Visma Women Team TJV |
| -------------------------- | -------------------------- | -------------------------- |
| Nr.                        | Rytter                     | Placering                  |
| 181                        | Anna Henderson (GBR)       | 20.                        |
| 182                        | Romy Kasper (GER)          | 93.                        |
| 183                        | Anouska Koster (NED)       | 45.                        |
| 184                        | Riejanne Markus (NED)      | 12.                        |
| 185                        | Pernille Mathiesen (DEN)   | 107.                       |
| 186                        | Teuntje Beekhuis (NED)     | 62.                        |

| NXTG Racing NXG | NXTG Racing NXG       | NXTG Racing NXG |
| --------------- | --------------------- | --------------- |
| Nr.             | Rytter                | Placering       |
| 191             | Julia Borgström (SWE) | DNF             |
| 192             | Shari Bossuyt (BEL)   | 54.             |
| 193             | Amelia Sharpe (GBR)   | 66.             |
| 194             | Ilse Pluimers (NED)   | DNF             |
| 195             | Charlotte Kool (NED)  | DNF             |
| 196             | Catalina Soto (CHI)   | 46.             |

| Parkhotel Valkenburg PHV | Parkhotel Valkenburg PHV  | Parkhotel Valkenburg PHV |
| ------------------------ | ------------------------- | ------------------------ |
| Nr.                      | Rytter                    | Placering                |
| 201                      | Mischa Bredewold (NED)    | 36.                      |
| 202                      | Femke Gerritse (NED)      | 99.                      |
| 203                      | Femke Markus (NED)        | 43.                      |
| 204                      | Nina Buysman (NED)        | 98.                      |
| 205                      | Marit Raaijmakers (NED)   | 55.                      |
| 206                      | Amber van der Hulst (NED) | 38.                      |

| Rupelcleaning-Champion lubricants RUP | Rupelcleaning-Champion lubricants RUP | Rupelcleaning-Champion lubricants RUP |
| ------------------------------------- | ------------------------------------- | ------------------------------------- |
| Nr.                                   | Rytter                                | Placering                             |
| 211                                   | Svenja Betz (GER)                     | 85.                                   |
| 212                                   | Isabelle Beckers (BEL)                | DNF                                   |
| 213                                   | Antonia Gröndahl (FIN)                | DNF                                   |
| 214                                   | Mia Griffin (IRL)                     | DNF                                   |
| 215                                   | Amber Lacompte (BEL)                  | DNF                                   |
| 216                                   | Sara Van de Vel (BEL)                 | 82.                                   |

| Tibco-Silicon Valley Bank TIB | Tibco-Silicon Valley Bank TIB | Tibco-Silicon Valley Bank TIB |
| ----------------------------- | ----------------------------- | ----------------------------- |
| Nr.                           | Rytter                        | Placering                     |
| 221                           | Eva Buurman (NED)             | 47.                           |
| 222                           | Leah Dixon (GBR)              | 103.                          |
| 223                           | Tanja Erath (GER)             | 80.                           |
| 224                           | Kristen Faulkner (USA)        | DNF                           |
| 225                           | Diana Peñuela (COL)           | DNF                           |
| 226                           | Eri Yonamine (JPN)            | 30.                           |

| Valcar-Travel & Service VAL | Valcar-Travel & Service VAL | Valcar-Travel & Service VAL |
| --------------------------- | --------------------------- | --------------------------- |
| Nr.                         | Rytter                      | Placering                   |
| 231                         | Elisa Balsamo (ITA)         | 19.                         |
| 232                         | Chiara Consonni (ITA)       | 90.                         |
| 233                         | Vittoria Guazzini (ITA)     | 87.                         |
| 234                         | Silvia Persico (ITA)        | DNF                         |
| 235                         | Eleonora Gasparrini (ITA)   | DNF                         |
| 236                         | Ilaria Sanguineti (ITA)     | 84.                         |

| Movistar Team MOV | Movistar Team MOV               | Movistar Team MOV |
| ----------------- | ------------------------------- | ----------------- |
| Nr.               | Rytter                          | Placering         |
| 1                 | Annemiek van Vleuten (NED)      | 21.               |
| 2                 | Aude Biannic (FRA)              | 108.              |
| 3                 | Jelena Erić (SRB)               | 31.               |
| 4                 | Emma Norsgaard (DEN) (landevej) | 2.                |
| 5                 | Barbara Guarischi (ITA)         | 109.              |
| 6                 | Leah Thomas (USA)               | 86.               |

| Liv Racing LIV | Liv Racing LIV                 | Liv Racing LIV |
| -------------- | ------------------------------ | -------------- |
| Nr.            | Rytter                         | Placering      |
| 11             | Lotte Kopecky (BEL) (landevej) | 4.             |
| 12             | Sofia Bertizzolo (ITA)         | 22.            |
| 13             | Valerie Demey (BEL)            | 53.            |
| 14             | Evy Kuijpers (NED)             | 94.            |
| 15             | Jeanne Korevaar (NED)          | 27.            |
| 16             | Soraya Paladin (ITA)           | 16.            |

| Alé BTC Ljubljana ALE | Alé BTC Ljubljana ALE        | Alé BTC Ljubljana ALE |
| --------------------- | ---------------------------- | --------------------- |
| Nr.                   | Rytter                       | Placering             |
| 21                    | Marta Bastianelli (ITA)      | 6.                    |
| 22                    | Maaike Boogaard (NED)        | 50.                   |
| 23                    | Eugenia Bujak (SLO)          | 51.                   |
| 24                    | Mavi García (ESP) (landevej) | 105.                  |
| 25                    | Marlen Reusser (SUI)         | 14.                   |
| 26                    | Laura Tomasi (ITA)           | 57.                   |

| Canyon-SRAM Racing CSR | Canyon-SRAM Racing CSR         | Canyon-SRAM Racing CSR |
| ---------------------- | ------------------------------ | ---------------------- |
| Nr.                    | Rytter                         | Placering              |
| 31                     | Alena Amjaljusik (BLR)         | 106.                   |
| 32                     | Hannah Barnes (GBR)            | 5.                     |
| 33                     | Elise Chabbey (SUI) (landevej) | 24.                    |
| 34                     | Lisa Klein (GER)               | 70.                    |
| 35                     | Katarzyna Niewiadoma (POL)     | 18.                    |
| 36                     | Alexis Ryan (USA)              | 102.                   |

| FDJ-Nouvelle Aquitaine-Futuroscope FDJ | FDJ-Nouvelle Aquitaine-Futuroscope FDJ | FDJ-Nouvelle Aquitaine-Futuroscope FDJ |
| -------------------------------------- | -------------------------------------- | -------------------------------------- |
| Nr.                                    | Rytter                                 | Placering                              |
| 41                                     | Cecilie Uttrup Ludwig (DEN)            | 17.                                    |
| 42                                     | Stine Borgli (NOR)                     | 58.                                    |
| 43                                     | Marta Cavalli (ITA)                    | 9.                                     |
| 44                                     | Brodie Chapman (AUS)                   | DNF                                    |
| 45                                     | Eugénie Duval (FRA)                    | 97.                                    |
| 46                                     | Emilia Fahlin (SWE)                    | 23.                                    |

| Team BikeExchange BEX | Team BikeExchange BEX      | Team BikeExchange BEX |
| --------------------- | -------------------------- | --------------------- |
| Nr.                   | Rytter                     | Placering             |
| 51                    | Jessica Allen (AUS)        | DNF                   |
| 52                    | Grace Brown (AUS)          | 8.                    |
| 53                    | Teniel Campbell (TTO)      | 91.                   |
| 54                    | Arianna Fidanza (ITA)      | 89.                   |
| 55                    | Sarah Roy (AUS) (landevej) | 95.                   |
| 56                    | Amanda Spratt (AUS)        | 15.                   |

| Team DSM DSM | Team DSM DSM           | Team DSM DSM |
| ------------ | ---------------------- | ------------ |
| Nr.          | Rytter                 | Placering    |
| 61           | Susanne Andersen (NOR) | 78.          |
| 62           | Georgi Pfeiffer (GBR)  | 68.          |
| 63           | Juliette Labous (FRA)  | 29.          |
| 64           | Liane Lippert (GER)    | 35.          |
| 65           | Floortje Mackaij (NED) | 72.          |
| 66           | Lorena Wiebes (NED)    | 42.          |

| SD Worx SDW | SD Worx SDW                           | SD Worx SDW |
| ----------- | ------------------------------------- | ----------- |
| Nr.         | Rytter                                | Placering   |
| 71          | Jolien D'Hoore (BEL)                  | 28.         |
| 72          | Christine Majerus (LUX) (landevej)    | 26.         |
| 73          | Demi Vollering (NED)                  | 13.         |
| 74          | Amy Pieters (NED)                     | 3.          |
| 75          | Anna van der Breggen (NED) (landevej) | 1.          |
| 76          | Chantal van den Broek-Blaak (NED)     | 11.         |

| Trek-Segafredo TFS | Trek-Segafredo TFS                    | Trek-Segafredo TFS |
| ------------------ | ------------------------------------- | ------------------ |
| Nr.                | Rytter                                | Placering          |
| 81                 | Lizzie Deignan (GBR)                  | 111.               |
| 82                 | Audrey Cordon-Ragot (FRA) (landevej)  | 25.                |
| 83                 | Chloe Hosking (AUS)                   | 104.               |
| 84                 | Elisa Longo Borghini (ITA) (landevej) | 10.                |
| 85                 | Ellen van Dijk (NED)                  | 33.                |
| 86                 | Trixi Worrack (GER)                   | 110.               |

| Bingoal-Chevalmeire CCT | Bingoal-Chevalmeire CCT | Bingoal-Chevalmeire CCT |
| ----------------------- | ----------------------- | ----------------------- |
| Nr.                     | Rytter                  | Placering               |
| 91                      | Nathalie Bex (BEL)      | 67.                     |
| 92                      | Demi de Jong (NED)      | DNF                     |
| 93                      | Thalita de Jong (NED)   | 52.                     |
| 94                      | Claudia Jongerius (NED) | DNF                     |
| 95                      | Demmy Druyts (BEL)      | DNF                     |
| 96                      | Natalie van Gogh (NED)  | 69.                     |

| Doltcini-Van Eyck-Proximus DVE | Doltcini-Van Eyck-Proximus DVE         | Doltcini-Van Eyck-Proximus DVE |
| ------------------------------ | -------------------------------------- | ------------------------------ |
| Nr.                            | Rytter                                 | Placering                      |
| 101                            | Marieke de Groot (NED)                 | DNF                            |
| 102                            | Christina Schweinberger (AUT)          | 88.                            |
| 103                            | Kathrin Schweinberger (AUT) (landevej) | 39.                            |
| 104                            | Nicole Steigenga (NED)                 | 60.                            |
| 105                            | Fien Van Eynde (BEL)                   | 61.                            |
| 106                            | Bryony van Velzen (NED)                | 48.                            |

| Lotto Soudal Ladies LSL | Lotto Soudal Ladies LSL  | Lotto Soudal Ladies LSL |
| ----------------------- | ------------------------ | ----------------------- |
| Nr.                     | Rytter                   | Placering               |
| 111                     | Jesse Vandenbulcke (BEL) | 64.                     |
| 112                     | Lone Meertens (BEL)      | 73.                     |
| 113                     | Hanna Nilsson (SWE)      | 74.                     |
| 114                     | Anna Plichta (POL)       | 100.                    |
| 115                     | Abby-Mae Parkinson (GBR) | 44.                     |
| 116                     | Elise vander Sande (BEL) | DNF                     |

| Multum Accountants MUL | Multum Accountants MUL  | Multum Accountants MUL |
| ---------------------- | ----------------------- | ---------------------- |
| Nr.                    | Rytter                  | Placering              |
| 121                    | Marijke de Smedt (BEL)  | 83.                    |
| 122                    | Anna Badegruber (AUT)   | DNF                    |
| 123                    | Fien Delbaere (BEL)     | DNF                    |
| 124                    | Ann-Sophie Duyck (BEL)  | 75.                    |
| 125                    | Céline van Houtum (NED) | DNF                    |
| 126                    | Kylie Waterreus (NED)   | DNF                    |

| Arkéa Pro Cycling Team ARK | Arkéa Pro Cycling Team ARK    | Arkéa Pro Cycling Team ARK |
| -------------------------- | ----------------------------- | -------------------------- |
| Nr.                        | Rytter                        | Placering                  |
| 131                        | Léa Curinier (FRA)            | DNF                        |
| 132                        | Lucie Jounier (FRA)           | 76.                        |
| 133                        | Typhaine Laurance (FRA)       | 63.                        |
| 134                        | Marie-Morgane Le Deunff (FRA) | DNF                        |
| 135                        | Greta Richioud (FRA)          | 77.                        |
| 136                        | Gladys Verhulst (FRA)         | 59.                        |

| World Cycling Centre WCC | World Cycling Centre WCC  | World Cycling Centre WCC |
| ------------------------ | ------------------------- | ------------------------ |
| Nr.                      | Rytter                    | Placering                |
| 141                      | Antri Christoforou (CYP)  | DNF                      |
| 142                      | Nicole Hanselmann (SUI)   | DNF                      |
| 143                      | Małgorzata Jasińska (POL) | 37.                      |
| 144                      | Tereza Neumanová (CZE)    | DNF                      |
| 145                      | Luciana Roland (ARG)      | DNF                      |
| 146                      | Alessia Vigilia (ITA)     | DNF                      |

| Ceratizit-WNT Pro Cycling WNT | Ceratizit-WNT Pro Cycling WNT   | Ceratizit-WNT Pro Cycling WNT |
| ----------------------------- | ------------------------------- | ----------------------------- |
| Nr.                           | Rytter                          | Placering                     |
| 151                           | Elizabeth Banks (GBR)           | 32.                           |
| 152                           | Lisa Brennauer (GER) (landevej) | 7.                            |
| 153                           | Maria Giulia Confalonieri (ITA) | 56.                           |
| 154                           | Marta Lach (POL) (landevej)     | 34.                           |
| 155                           | Julie Leth (DEN)                | 79.                           |
| 156                           | Sarah Rijkes (AUT)              | 96.                           |

| Drops-Le Col DRP | Drops-Le Col DRP              | Drops-Le Col DRP |
| ---------------- | ----------------------------- | ---------------- |
| Nr.              | Rytter                        | Placering        |
| 161              | Elizabeth Bennett (GBR)       | 71.              |
| 162              | María Martins (POR)           | 41.              |
| 163              | Sara Penton (SWE)             | 81.              |
| 164              | Finja Smekal (GER)            | DNF              |
| 165              | Maike van der Duin (NED)      | 49.              |
| 166              | Marjolein van 't Geloof (NED) | 40.              |

| Coop-Hitec Products HPU | Coop-Hitec Products HPU  | Coop-Hitec Products HPU |
| ----------------------- | ------------------------ | ----------------------- |
| Nr.                     | Rytter                   | Placering               |
| 171                     | Caroline Andersson (SWE) | 92.                     |
| 172                     | Martine Gjøs (NOR)       | DNF                     |
| 173                     | Mieke Kröger (GER)       | 101.                    |
| 174                     | Ann Helen Olsen (NOR)    | DNF                     |
| 175                     | Christa Riffel (GER)     | DNF                     |
| 176                     | Amalie Lutro (NOR)       | 65.                     |

| Jumbo-Visma Women Team TJV | Jumbo-Visma Women Team TJV | Jumbo-Visma Women Team TJV |
| -------------------------- | -------------------------- | -------------------------- |
| Nr.                        | Rytter                     | Placering                  |
| 181                        | Anna Henderson (GBR)       | 20.                        |
| 182                        | Romy Kasper (GER)          | 93.                        |
| 183                        | Anouska Koster (NED)       | 45.                        |
| 184                        | Riejanne Markus (NED)      | 12.                        |
| 185                        | Pernille Mathiesen (DEN)   | 107.                       |
| 186                        | Teuntje Beekhuis (NED)     | 62.                        |

| NXTG Racing NXG | NXTG Racing NXG       | NXTG Racing NXG |
| --------------- | --------------------- | --------------- |
| Nr.             | Rytter                | Placering       |
| 191             | Julia Borgström (SWE) | DNF             |
| 192             | Shari Bossuyt (BEL)   | 54.             |
| 193             | Amelia Sharpe (GBR)   | 66.             |
| 194             | Ilse Pluimers (NED)   | DNF             |
| 195             | Charlotte Kool (NED)  | DNF             |
| 196             | Catalina Soto (CHI)   | 46.             |

| Parkhotel Valkenburg PHV | Parkhotel Valkenburg PHV  | Parkhotel Valkenburg PHV |
| ------------------------ | ------------------------- | ------------------------ |
| Nr.                      | Rytter                    | Placering                |
| 201                      | Mischa Bredewold (NED)    | 36.                      |
| 202                      | Femke Gerritse (NED)      | 99.                      |
| 203                      | Femke Markus (NED)        | 43.                      |
| 204                      | Nina Buysman (NED)        | 98.                      |
| 205                      | Marit Raaijmakers (NED)   | 55.                      |
| 206                      | Amber van der Hulst (NED) | 38.                      |

| Rupelcleaning-Champion lubricants RUP | Rupelcleaning-Champion lubricants RUP | Rupelcleaning-Champion lubricants RUP |
| ------------------------------------- | ------------------------------------- | ------------------------------------- |
| Nr.                                   | Rytter                                | Placering                             |
| 211                                   | Svenja Betz (GER)                     | 85.                                   |
| 212                                   | Isabelle Beckers (BEL)                | DNF                                   |
| 213                                   | Antonia Gröndahl (FIN)                | DNF                                   |
| 214                                   | Mia Griffin (IRL)                     | DNF                                   |
| 215                                   | Amber Lacompte (BEL)                  | DNF                                   |
| 216                                   | Sara Van de Vel (BEL)                 | 82.                                   |

| Tibco-Silicon Valley Bank TIB | Tibco-Silicon Valley Bank TIB | Tibco-Silicon Valley Bank TIB |
| ----------------------------- | ----------------------------- | ----------------------------- |
| Nr.                           | Rytter                        | Placering                     |
| 221                           | Eva Buurman (NED)             | 47.                           |
| 222                           | Leah Dixon (GBR)              | 103.                          |
| 223                           | Tanja Erath (GER)             | 80.                           |
| 224                           | Kristen Faulkner (USA)        | DNF                           |
| 225                           | Diana Peñuela (COL)           | DNF                           |
| 226                           | Eri Yonamine (JPN)            | 30.                           |

| Valcar-Travel & Service VAL | Valcar-Travel & Service VAL | Valcar-Travel & Service VAL |
| --------------------------- | --------------------------- | --------------------------- |
| Nr.                         | Rytter                      | Placering                   |
| 231                         | Elisa Balsamo (ITA)         | 19.                         |
| 232                         | Chiara Consonni (ITA)       | 90.                         |
| 233                         | Vittoria Guazzini (ITA)     | 87.                         |
| 234                         | Silvia Persico (ITA)        | DNF                         |
| 235                         | Eleonora Gasparrini (ITA)   | DNF                         |
| 236                         | Ilaria Sanguineti (ITA)     | 84.                         |